# Leonora Immigration Detention Centre

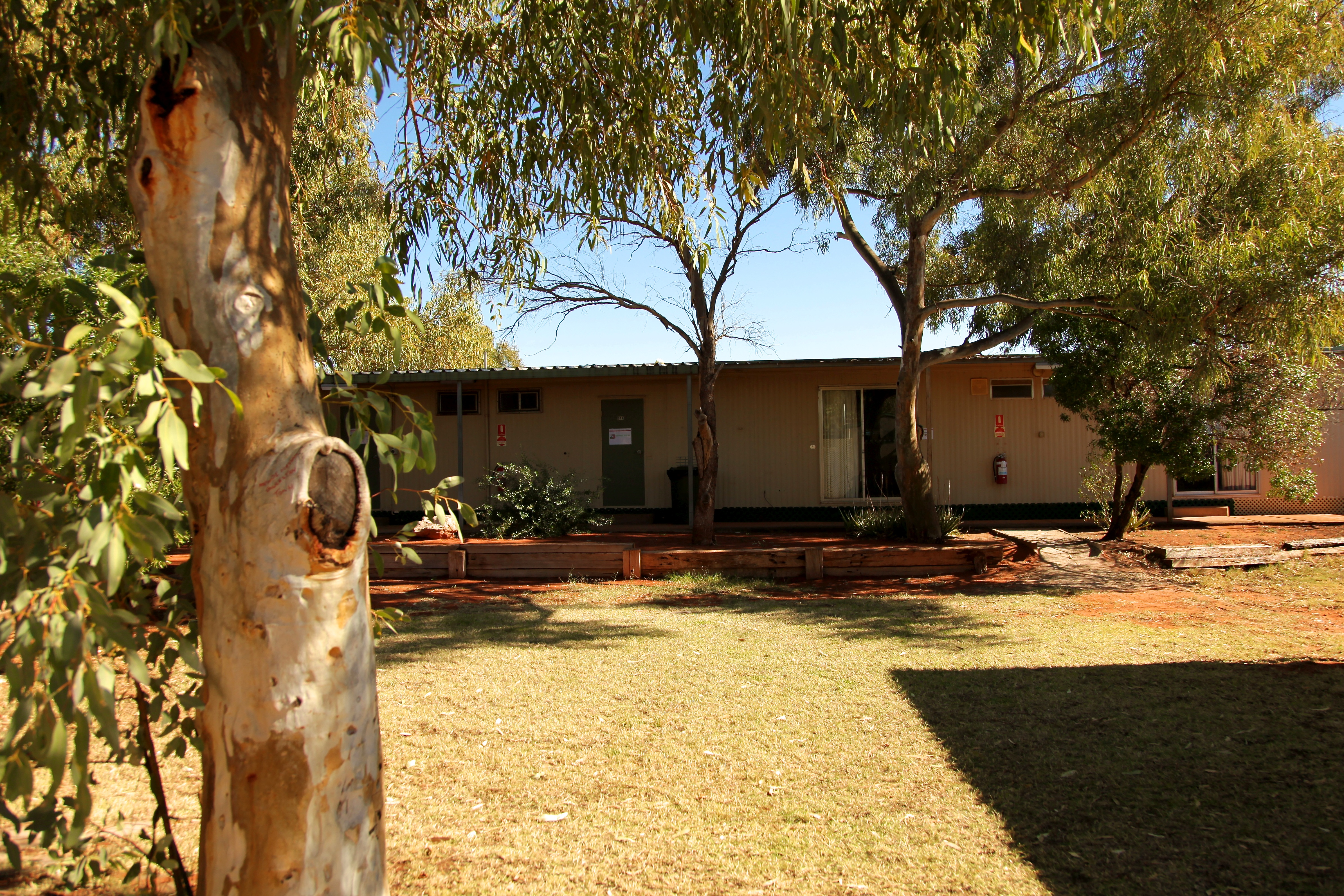
Lagergelände im Juli 2012

Das Leonora Immigration Detention Centre (dt.: Scherger-Einwanderungshaftanstalt) in der kleinen Stadt Leonora und etwa 830 Kilometer nördlich von Perth im australischen Bundesstaat Western Australia war ein von Juni 2010 bis Februar 2014 durch die britische Sicherheitsfirma Serco betriebenes Internierungslager für Boatpeople.

## Internierungslager
Die Einwanderungshaftanstalt Leonora war ursprünglich eine Unterkunft für Bergarbeiter. Die Anstalt war für Asylantenfamilien mit Kindern im Juni 2010 eingerichtet und im Februar 2014 geschlossen worden. Es handelte sich um eine geschlossene Einrichtung, die in Australien entsprechend der praktizierten Migrations- und Asylpolitik Australiens (Stand 2018) Alternative place of detention (dt.: Alternative Einwanderungshaftunterbringung) genannt wurde.

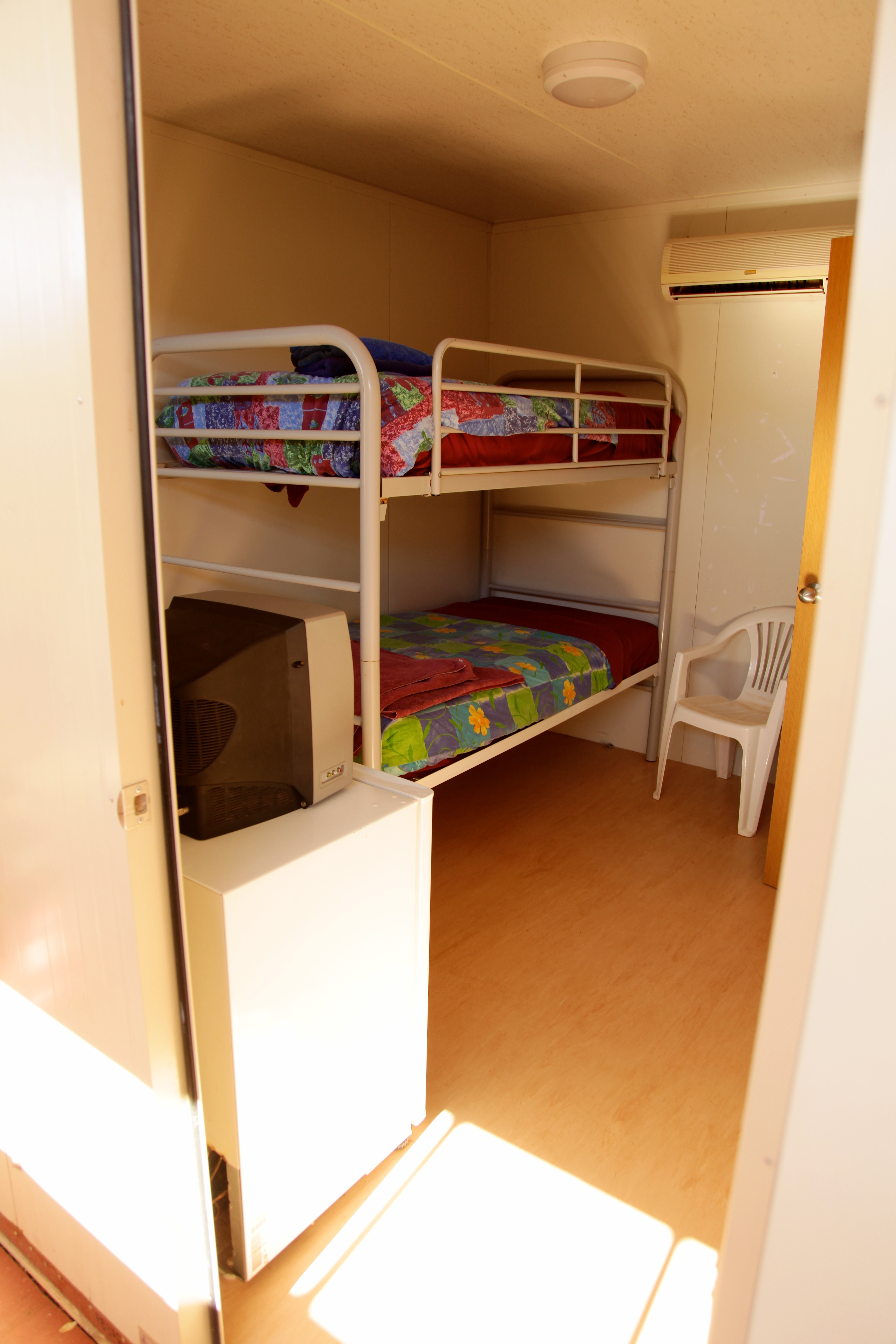
Räumlichkeit für Insassen (Juli 2012)

Das Lager mit einer Kapazität für 210 Personen war gepachtet. Es befand sich in einer Umgebung, die durch hohe Temperaturen, ausgetrocknete Landschaft und heftige Staubentwicklungen gekennzeichnet ist. Die Australische Menschenrechtskommission, die Ende 2010 das Lager aufsuchte, empfahl das Lager wohnlicher zu gestalten. Es sollten Grünflächen, Gärten, gepflasterte oder Rasenwege angelegt werden. Die Gebäude, in denen die Familien untergebracht waren, sind zwar nicht mobil, haben allerdings den Charakter von Wohncontainern. Nur wenige Bäume spenden Schaden.

## Lagerinsassen
Die Lagerinsassen konnten das Areal nur unter Begleitung des Aufsichtspersonals der privaten, britischen Dienstleistungsorganisation Serco verlassen, die das Lager im Auftrag der australischen Regierung betreibt. Obwohl damals 40 Personen im Lager einen positiven Bescheid über ihren Asylantrag bereits erhalten hatten, befanden sie sich Ende 2010 noch immer im Lager. Einige von ihnen hatten den Bescheid vor mehr als 4 Monaten erhalten.
Den Asylsuchenden wurden Möglichkeiten zum Nähen, Bügeln, für künstlerisches und handwerkliches Gestalten und gelegentlich auch zum Kochen mit Gerichten aus ihrer Heimat angeboten. Zwischen den Wohncontainern gab es einen Freiplatz für sportliche Aktivitäten. Ein Essensraum bot etwa 200 Personen Platz. Eltern kritisierten, dass es kaum kindergerechte Verpflegung gäbe. Ferner gab es einen Leseraum, aber keine Zeitungen und keine fremdsprachliche Literatur. Im Lager wurde englischsprachiger Unterricht für Erwachsene abgehalten.
Die Lagerinsassen kritisierten vor allem, dass sie sich nicht frei bewegen können. Die Eltern vermissen einen Kinderspielplatz, der sicher ist.
Im Dezember 2010 suchte die Menschenrechtskommission die Einrichtung drei Tage lang auf. Damals waren 202 Personen inhaftiert, 69 Männer, 67 Frauen, 35 Jungen und 31 Mädchen. Es waren 52 Personen aus Iran, davon 50 aus Afghanistan, 47 aus Sri Lanka, 12 aus Irak und 39 Staatenlose. Alle Lagerinsassen waren zum Zeitpunkt des Besuchs der Kommission aus Christmas Island Immigration Reception and Processing Centre transferiert worden. Das Lager suchte ein Arzt einmal je Woche das Lager für 3 Stunden auf, eine psychologische Betreuung gab es nicht. Die Kinder im schulfähigen Alter konnten eine lokale Schule aufsuchen.
Im Dezember 2010 waren insgesamt 6329 Personen in australischer Einwanderungshaft, darunter 981 Kinder. Von diesen Inhaftierten waren mehr als 40 Prozent länger als sechs Monate und mehr als 200 waren länger als 12 Monate in den Lagern.

## Schließung
Im Januar 2014 gab der Minister für Immigration und Grenzschutz Scott Morrison (Liberal Party of Australia), dass dieses samt dreier weiterer Internierungslager geschlossen werden. Es waren dies das Port Augusta Immigration Detention Center in South Australia, Scherger Immigration Detention Centre in Queensland und das Pontville Immigration Detention Centre auf Tasmanien, das bereits seit September 2013 leer stand.